# Amerikaifutball-pozíciók

Egy általános felállás a pozíciók helyzetével

Az amerikai futballban egy csapatból egyszerre 11 játékos tartózkodik a pályán. A két csapat közül az egyik mindig támadó (offense), a másik pedig védekező (defense). Ennek megfelelően többnyire különböző játékosok vannak pályán támadásnál és védekezésnél egy-egy csapatban, illetve vannak az ún. speciális egységek (special teams), amelyek rúgások esetén lépnek pályára. Fontos leszögezni, hogy a lenti pozíciós leírások főleg az NFL- és az NCAA-futballra igazak, alacsonyabb szinteken léteznek más pozíciók is, illetve egy adott poszton játszó játékosnak lehet akár teljesen más feladata is.

## Offense

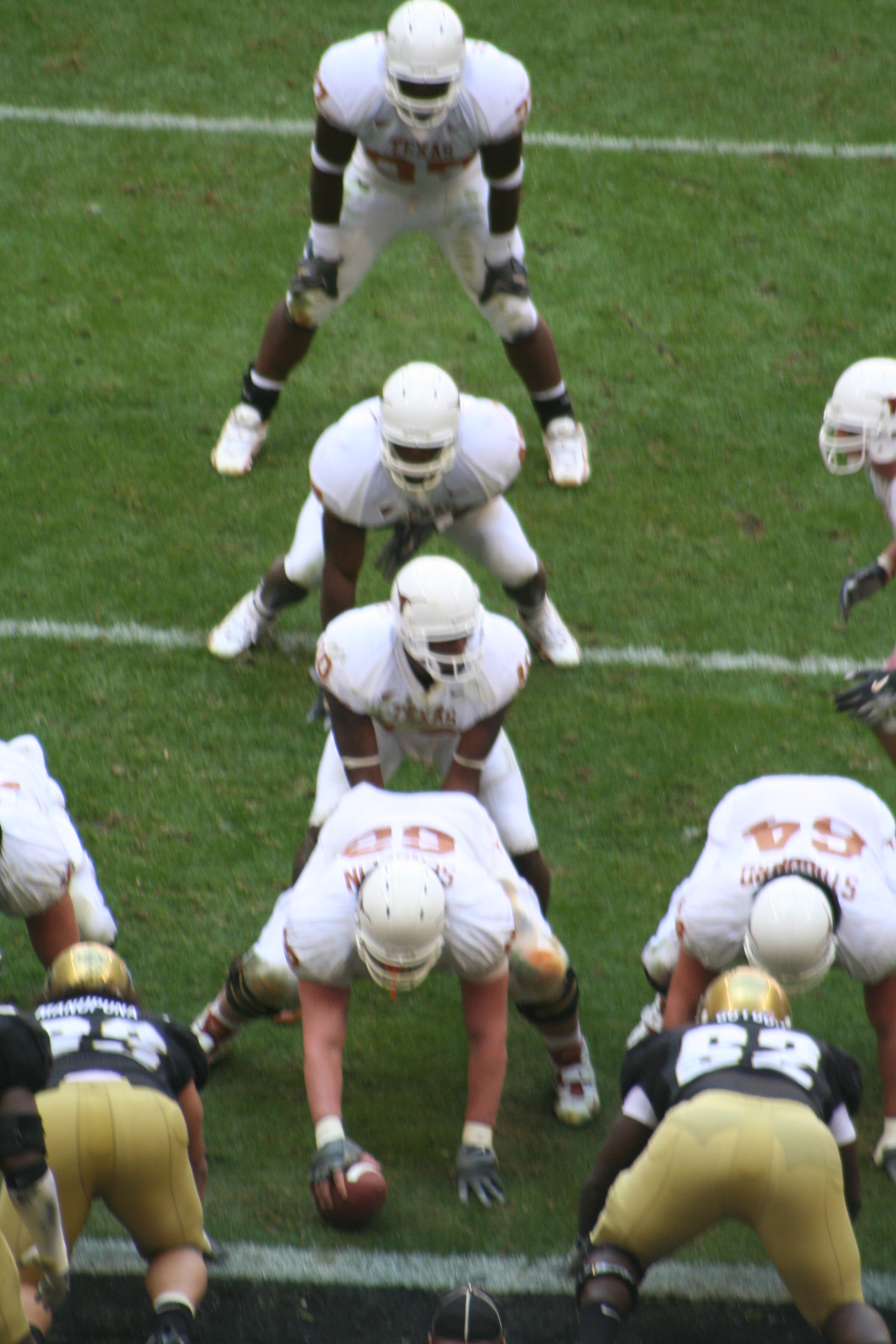
Az I formáció. Fentről lefelé haladva a játékosok az „I betűben”: halfback, fullback, quarterback, center

- Quarterback (QB, irányító) – A játék kulcsfigurája, majdnem minden play-ben részt vesz. Szinte az összes figura úgy indul, hogy a labdát a center átadja a QB-nek (snap), és ő vagy leadja a running back-nek vagy más futó játékosnak, vagy passzolni próbál, esetleg ő maga indul meg a labdával. A quarterbackeknek rendkívül pontosan kell ismerniük minden play-t, gyors helyzetfelismerő képességgel kell rendelkezniük.
- Running back (RB) – A futójátékosok összefoglaló neve. Az NFL-ben a fő futójátékost nevezik running backnek, de szigorúan véve a fullback, és a kevés formációban használt wingback és slotback játékosok is running backek. A megkülönböztetés okán célszerűbb halfbackként utalni rá. A futójátékok döntő hányadában ő vesz részt, céljuk a labda minél tovább való hordása. Ha passzjáték van, akkor szerepe lehet blokkolás, illetve elkapás is. Előfordulhat az is, hogy a quarterback helyett a running back passzol.
- Fullback (FB) – A fullback régebben nagyjából fele-fele arányban volt futó és blokkoló játékos, de a játék átalakulásával egyre inkább blokkolásra (és elkapásra) korlátozódik a szerepköre, ennek megfelelően nagyobb, erősebb játékosok, mint a halfbackek. Az NFL-ben mára kevés klasszikus fullback maradt, kiveszőben van a poszt, a legtöbb csapat ritkán alkalmaz olyan felállásokat, ahol FB is a pályán van.
- Wide receiver (WR) – Ők az irányító első számú célpontjai passzjátéknál. A WR-ek a leggyorsabb játékosok közé tartoznak. Általában a legismertebb játékosok (az irányítók mellett) a wide receiverek sorai közül kerülnek ki. Ennek oka, hogy a legszebb, legnagyobb play-ek általában a passzjátékok, amelyeknek ők a kulcsfigurái, a leglátványosabb touchdownok többségét ők szerzik. Ritkán futásra is használják őket, ezek az ún. „reverse” és „end-around” play-ek. Az előző abban különbözik a másodiktól, hogy a quarterback először átadja a labdát a running backnek, majd az adja át a labdát a vele szembefutó wide receivernek. Az end-around play-eknél az irányító közvetlenül a receivernek adja át a labdát. Előfordul az is rendkívüli esetekben, hogy maga a receiver passzol. Erre az egyik legismertebb példa a 2005-ös Super Bowl, amelyen a Pittsburgh Steelers wide receivere, Antwaan Randle El adott egy touchdown passzt Hines Wardnak, a másik elkapónak.
- Tight end (TE)  – A tight end egyfajta „hibrid” pozíció, átmenetnek tekinthető a falemberek, és a wide receiverek között. Nagyobb termetű, mint a wide receiver, kisebb, mint egy falember, és több funkcióra is használható. A tight endek a támadófal szélén helyezkednek el, valamelyik offensive tackle mellett. Azt az oldalt, ahol a tight end van, erősnek, a másikat gyengének nevezik. A tight endek szerepe az edzői filozófiától függ. Egyik fő szerepük a blokkolás a futójátékoknál. Passzjátékoknál gyakran használják őket elkapásra is, bár esetenként részt vehetnek az irányító megvédésében (ez a ritkábbik magasabb szinten). Nem egyszer előfordul, hogy a tight endek a vezető elkapók a csapatban.

### A támadófal (offensive line) játékosai
A támadófalban találhatók a legnagyobb és legerősebb tagjai az egész amerikaifutball-csapatnak, nem ritkák a 140–150 kilogrammos játékosok, akik fekve 280 kg-ot is kinyomnak. Feladatuk a futásblokkolás, illetve a QB megvédése passzoknál. Ők a játék „szürke eminenciásai”, de ez a csapatrész az, amely lehetővé teszi a többi játékosnak a feladatuk teljesítését. Az O-line minden tagjának feladata többé-kevésbé hasonló, itt nincs különösebb differenciálódás. A falembereknek szabály tiltja az előrepasszok elkapását.
- Center (C) – Az offensive line vezére. Ő az, aki a labdát tartja, aztán a lábai közt hátraadja/dobja a QB-nek (ez az úgynevezett snap). „Olvassa” a védekező falemberek és a linebackerek felállását, és ahhoz igazíthatja a blokkolási sémát a QB-val együtt.
- Guard (G) – A center két oldalán álló játékosok. Oldaltól függően beszélünk left guardról, illetve right guardról. A feladatuk kettős, egyrészt passz esetén feltartani a rájuk rohamozó védőket és megóvni a QB-t a ledöntéstől, másrészt ha futó play-t játszik a csapat, és a RB belül próbál meg futni, akkor lyukat kell nyitni a védőfalon. A play-ekben előre meg van határozva, hogy hol kell ezt a lyukat „megnyitni”, innen próbálják meg a védőket eltávolítani. Gyakran „takarítanak” a futó előtt rohanva, kilépve a falból, ez az ún. „guard-húzás” (természetesen létezik center-, és tackle-húzás is, de leggyakrabban a guardok húznak).
- Offensive tackle (T)  – A támadófal legmagasabb tagjai. A guardok külső oldalán foglalnak helyett, értelemszerűen kettő van belőlük. A feladatuk megakadályozni, hogy oldalról bárki is mögéjük kerüljön és a QB-t ledöntse, valamint lyukat nyitni a védőfalban a futójátékos számára. Általában a defensive endek és a külső linebackerek elleni védekezés a feladatuk. Érdekes, hogy a bal és jobb oldali tackle-k nem teljesen azonos szerepkört töltenek be. Általában a left tackle a jobb passzvédekező, ami azt jelenti, hogy jobban tudja kezelni a quarterbacket fenyegető „pass-rusht” és a blitzeket. Ez azért a bal oldali tackle erőssége, mert az általában jobbkezes irányítóknak a bal oldal „holttér”, nem látják az onnan rájuk leselkedő veszélyt. A right tackle a jobb futóblokkoló, mivel a futások nagy része a strong-side felé irányul, ahol a tight end is van, és ez általában a jobb oldal.

## Defense
Attól függően hogy milyen védelmi felállása van a csapatnak (3–4, 4–3, nickel stb.), a pozíciók változhatnak és nem biztos, hogy mindig minden pozíció be van töltve. Alapvetően kétfajta védelmet használnak manapság: a 3–4-et és a 4–3-at. Az első szám a védőfal játékosainak számát adja meg, a második a linebackerekét.

### A védőfal (defensive line) játékosai
- Nose tackle, Nose guard – (NT) A defensive line alapköve, főleg a 3–4-es védelemben van központi szerepe, az eggyel kevesebb falember miatt. A nose tackle a center „orra” előtt áll, innen a neve. Fő feladata a (center melletti) két A-lyuk „tömése”, passz esetén pedig az egyik guard és a center lekötése. Az NT-k viszonylag alacsony, de súlyos játékosok (kb. 150–160 kg és 170–180 cm), és átlagon felüli állóképességgel kell rendelkezniük a folyamatos duplablokk miatt, amit kapnak.
- Defensive tackle, Under tackle (DT) – A DT a 4–3-as védelemben a plusz falember a 3–4-hez képest. A legtöbb esetben az erős oldali guard külső vállán áll fel, ún. „3-technikában”. Futás esetén belül tömnek, általában a B-lyukat (a guard és a tackle között). Ha passz van, céljuk átgyűrni magukat a támadófalon, és a quarterbacket földre vinni (sack). Az NT-knél kisebbek, de a DE-knél nagyobbak.
- Defensive end (DE) – Ketten vannak, ők a védőfal szélén foglalnak helyet, hogy pontosan hol, nagyban függ a játszott védekezési szisztémától. Egyik fő feladatuk, hogy különböző technikák igénybevételével semlegesítsék a falembereket és ledöntsék a QB-t. A defensive endek általában a legtöbb sacket gyűjtő játékosok egy csapatban. Külső futások esetén is közbe kell avatkozniuk, nem szabad engedniük, hogy bárki a külső oldalukra jusson. A nézők számára látványos játékot nyújtó pozíció tud lenni. Ők a védőfal leggyorsabb tagjai, sokszor az egész csapat legjobb atlétája épp defensive end.

### A linebackerek (LB)
A linebackerek, mint arra nevük is enged következtetni, a defensive line mögött foglalnak helyet. A linebackerek a legsokoldalúbb játékosok a védelemben. Elsődleges szerepük a futás elleni védekezés, de támadhatják az irányítót, illetve foghatják az elkapókat is. Ez utóbbit tehetik emberfogással és zónázással is. Belőlük az esetek túlnyomó többségében három vagy négy van egyszerre a pályán (persze ez a szám lehet egy, de akár öt is). Ha három van, akkor a következő az elnevezésük:
- Strong-side linebacker (rövidítve: SLB) – Az erős oldalon áll fel. Mivel a futások általában a tight endek oldalára irányulnak, gyakran kell a running backeket szerelniük. Gyakran küldhetik a QB-ra, ez a „blitz”.
- Middle linebacker (MLB) – A védelem vezére, a legnagyobb, legerősebb linebacker. Általában ő dönti el, hogy mit játszik a védelem, illetve ővele tudatják az edzők a play-t. Fő feladata a belső futások megállítása, illetve passznál lehet a dolga emberfogás, vagy zónázás.
- Weak-side linebacker (WLB) – A leggyorsabb a három linebacker közül, általában ő a legjobb passzvédekező LB, de azért természetesen nála is a futás elleni védekezés az elsődleges. Általában bizonyos keretek közt ugyan, de szabad szerepet kap.

Ha négy linebacker van, akkor külső- (OLB – Outside linebacker), illetve belső linebackerként (ILB – Inside linebacker)  hivatkoznak rájuk. Ilyenkor mindkét külső linebackert alkalmazhatják a „pass rushra”. A két belső linebacker közül az egyik nagyobb, robusztusabb, a futás ellen használhatóbb, míg a másik gyorsabb, és inkább a passz elleni védekezés az erőssége.

### A secondary
A secondary alkotja a védelem leghátsó szakaszát. Feladatuk elsősorban a passz elleni védekezés. A secondary-t alkotó játékosokat összefoglaló néven defensive backeknek is nevezik.
- Cornerback (CB) – A cornerbackek a védekezőcsapat legkisebb, egyben leggyorsabb játékosai. Fontos a kiemelkedő koordinációs képesség, a cornerbackeknek nagyon gyorsan kell tudniuk hátrafelé futni, irányt váltani akár 180°-ban, és a reakcióidejüknek is gyorsabbnak kell lennie, mivel nem tudják, hogy az offense milyen playt hívott. A cornerek szinte kizárólagos feladata a wide receivereknek szánt passzok levédekezése. Ezt két fő módon teszik. Az egyik az emberfogásos védekezés (man-to-man), amikor szorosan követik az emberüket. A másik a zónázás, amikor egy adott területet kell őrizniük, és az oda bejövő emberen kell védekezniük. Ha jól végzik a dolgukat, akár meg is szerezhetik a WR elől a labdát, ez az interception, a védőjáték talán leglátványosabb eleme. Létezik  a ritkán alkalmazott cornerback-blitz is, de ez amellett, hogy igen hatásos tud lenni, kétélű fegyver, ugyanis őrizetlenül marad a corner receivere.
- Strong safety (SS) – A két safety egyike. Bár általában erősebb és nagyobb termetű, mint a free safety, azért nevezik strong safety-nek, mert leggyakrabban az erős oldalon játszik, ott ahol a strong-side LB és a TE is foglal helyet. A free safetynél közelebb helyezkedik el a line of scrimmage-hez. Fő feladata a tight end levédekezése. Gyakran besegít azonban az elkapók fedezésébe is, ha a felállás WR elleni védekezést ír elő, emellett a futás ellen is felállhat kvázi 4. (vagy akár 5., lásd 3–4 felállás) linebackerként. Előfordul, hogy fölküldik őket blitzre, ez gyors SS-sel igen hatásos tud lenni.
- Free safety (FS) – A leghátsó védő. Gyakran be szokták vonni veszélyesebb WR-ek dupla emberfogásába, de a legfontosabb feladata mégis az, hogy a védelem utolsó vonalaként megállítson mindenkit, aki az előző tíz emberen átjutott. Passz esetén általában a hosszú passzokra ügyel, a pálya hátsó részét kell felügyelnie. Manapság az NFL-ben a tendencia az, hogy nagyban keverednek a szerepeik, egyre nehezebb különbséget tenni a FS és a SS között.

## Speciális csapat
A speciális csapat is tizenegy emberből áll, ők vannak a pályán puntnál, field goalnál, extra pointnál, kickoffnál, ilyenkor a támadó és védekező csapatot egyaránt nevezik special teamnek. Gyakran vannak feltöltve olyan játékosokkal, akik a támadó/védő csapatban is játszanak, de vannak olyanok is akik csak a special teamben játszanak, ők az ún. special teamerek. Azért special teams, mert hat csapat is létezik (ezeket teamnek/unitnak nevezik): field goal, field goal block, kickoff, kickoff return, punt és végül punt return. Általában gyors, mozgékony, erős játékosok a special teams tagjai a specialistákon kívül, akiknek jól kell tudni blokkolni, és tackle-t (ez – hasonlóan a rögbis mélyfogáshoz – az ellenfél földre vitelét jelenti) adni. Nyilván más-más egységben teljesen eltérő szerepek lehetnek.
- Kicker (K) – A kicker (placekicker) az a játékos, aki a field goalokat, a kezdőrúgásokat (kickoff) és az extra pontokat rúgja, vagyis az olyan rúgószituációkban használatos, mikor a labda a földre van helyezve. Általában egy csapatban egy kicker és egy punter van. A punter/kicker pozíciókat azonban egymás között ritkán vegyítik a profi csapatoknál, ugyanis teljesen különböző technikát követel meg a kétfajta rúgás. Az is előfordul, hogy külön személy végzi a kickoffot és a mezőnygól-kísérleteket. Az 1960-as évek előtt a rúgók általában szemből futottak neki a labdának, de azóta a labdarúgásból ismert módszer lett az egyeduralkodó, vagyis oldalról futnak neki. Az utolsó szemből nekifutó rugók a 80-as években játszottak.
- Punter (P) – A punter a másik rúgó, aki általában a negyedik kísérlet esetén megy be a pályára, hogy a kezébe kapott labdát elrúgja minél messzebb és magasabbra, és az ellenfelet minél hátrább kényszerítse. A puntolás igazi érdekességét az adja, hogy nem lehet csak egyszerűen nagyot rúgni a labdába, hiszen ha az a gólvonalat elhagyja, akkor a 20 yardos vonalról jöhet az ellenfél. Ez a touchback. A cél az, hogy a labdát a 20 yardos vonal és a gólvonal közé „varázsolják be”, minél közelebb a gólvonalhoz, de úgy, hogy azt már ne érintse. Az ideális eset nyilván az, ha az 1 yardoson válik halottá a labda.
- Kick returner/punt returner (KR/PR) – Az a játékos, aki egy kick/punt után elkapja a labdát és megpróbál vele visszafutni, amennyit csak lehet (a meglehetősen ritka, ám kedvezőbb eset a TD). Általában gyors, mozgékony, apróbb játékosok játsszák. Elég ritka az az eset, hogy egy játékost kizárólagosan erre a feladatra használnak, de előfordul ilyen is. A jó returnerek sokszor lehetnek a csapatuk legnagyobb sztárjai, hiszen egy kickoff vagy punt return TD igencsak látványos tud lenni.
- Holder (H) – Az a játékos, aki field goal/extra point esetén elkapja a snappertől kapott labdát, és azt lehelyezi a földre a rúgónak. QB (általában a csere), vagy a punter (a long snapperrel való összeszokottság miatt) szokott holdert játszani, erre nem alkalmaznak külön játékost. A fake FG-t leszámítva viszonylag ritkán kap nagyobb szerepet, de speciális helyzete miatt említést érdemel.
- Long snapper (LS) – Különleges center, nevéből is következik, hogy a szerepe a snapek minél gyorsabb és pontosabb végrehajtása. Erre mezőnygólkísérletnél, illetve puntnál van szükség, amikor a labdát messzebb kell juttatni, mint normál esetekben, hogy a rúgóknak legyen elég ideje végrehajtani a rúgást. Ez másfajta technikát igényel, mint a támadásoknál esetenként használt „shotgun snap”. A snap után természetesen részt vesz a blokkolásban, illetve punt után a visszahordás megállításában. Az utóbbi egy-két évtizedben kezdtek el alkalmazni az NFL csapatok játékosokat kizárólagosan erre a pozícióra.
- Gunner – Szerepe kickoff/punt után minél gyorsabban végigrohanni a pályán, és szerelni a KR-t/PR-t. Gyakran dupla blokkot kap. Általában cornerbackeket és wide receivereket állítanak erre a posztra.

A többi játékosnak kevésbé van ennyire specializált pozíciója, az ő feladatuk futásra, blokkolásra és tackle-re korlátozódik.
| Amerikai futball-pozíciók                  | Amerikai futball-pozíciók            | Amerikai futball-pozíciók | Amerikai futball-pozíciók             | Amerikai futball-pozíciók | Amerikai futball-pozíciók               | Amerikai futball-pozíciók | Amerikai futball-pozíciók |
| Offense                                    | Offense                              |                           | Defense                               | Defense                   |                                         | Special teams             | Special teams             |
| ------------------------------------------ | ------------------------------------ | ------------------------- | ------------------------------------- | ------------------------- | --------------------------------------- | ------------------------- | ------------------------- |
| Linemen                                    | Guard, Tackle, Center                | Linemen                   | Nose tackle, Tackle, End, Edge rusher | Rúgó játékosok            | Placekicker, Punter, Kickoff specialist |                           |                           |
| Quarterback                                | Quarterback                          | Linebacker                | Linebacker                            | Snapping                  | Long snapper, Holder                    |                           |                           |
| Backs                                      | Halfback, Fullback, H-back, Wingback | Backs                     | Cornerback, Safety                    | Visszahordás              | Punt returner, Kick returner            |                           |                           |
| Elkapók                                    | Wide receiver, Tight end, Slotback   | Backs                     | Nickelback, Dimeback                  | Szerelés                  | Gunner                                  |                           |                           |
| Formációk - Pozíciók története - Stratégia |                                      |                           |                                       |                           |                                         |                           |                           |